# Zorge (Nedersaksen)
Zorge is een voormalige gemeente in het Landkreis Göttingen in het oosten van Nedersaksen in Duitsland in de Südharz. Zorge telt 1080 inwoners en ligt in de Harz, 21 km van Bad Lauterberg im Harz. Tot 2016 was Zorge een van de deelnemende gemeenten in de Samtgemeinde Walkenried. Alle gemeenten in de samtgemeinde zijn gefuseerd tot de nieuwe gemeente Walkenried.
Zorge is een van oorsprong Hoogduits sprekende plaats, en ligt aan de Uerdinger Linie. De plaats ontleent zijn naam aan het gelijknamige riviertje dat midden door de bergkam (en daarmee het dorp) loopt.
Zorge is een idylisch, langerekt dorp in het smalle Zorge dal, aan beide zijden door bergen omgeven. Omdat het dorp zo langgerekt is, spreekt men over Oberzorge (het bovenste, historische dorpsdeel), Mittelzorge (na-oorlogs) en Unterzorge. Vooral het historische Oberzorge is zeker de moeite waard om te bezoeken, met haar 3 aan de hoofdweg gelegen uitdijende straten/pleinen en de schitterende vakwerkhuizen rondom. Noemenswaardig zijn hierbij het voormalige Kurhaus, de kerk en de klokkentoren.
Zorge's beschreven historie gaat terug tot de 13e eeuw, naar 1249 om precies te zijn toen het beschreven werd door de kloosterlingen in buurdorp Walkenried. In de eeuwen die volgden was mijnbouw voor ijzererts de belangrijkste activiteit in het dorp. Maar het dorp had ook een grote machinefabriek, waar in 1842 de allereerste locomotief (in een serie van 6) op het Europese vasteland is gebouwd, waarvan de eerste de doopnaam 'Zorge' mee heeft gekregen. Midden 20e eeuw werd de mijnbouw afgeschaald en verschoof de economische nadruk naar het toerisme. Zorge werd als luchtkuuroord een bestemming voor veel Duitse vakantiegangers, waarvan velen ook Zorge bezochten om een blik op de DDR (Ellrich) te kunnen werpen (Zorge was de laatste plaats aan de West-Duitse zijde). Na de val van de muur in 1989 ging het, net als in veel Duitse dorpjes, langzaamaan (spreekwoordelijk) bergafwaarts met het dorp. De mijnen waren (al lang) gesloten, jongeren trokken vanwege gebrek aan werkgelegenheid en toekomstperspectief weg naar de grotere steden en de toeristen die Zorge jarenlang bezochten, zochten hun heil nu elders. Het dorp vergrijsde en 4 grote supermarkten in de buurtdorpen Walkenried en Ellrich betekende het einde van het ooit zeer uitgebreide winkelbestand in Zorge. Wat volgde was veel leegstand begin 21e eeuw.
De laatste jaren is echter een duidelijke kentering zichtbaar en lijkt men Zorge en de Harz te herontdekken. De Harz is een berggebied met schitterende uitzichten, historische vakwerkdorpen (waaronder Zorge), magnifieke burchten en is eigenlijk heel dichtbij voor zowel Duitsers als Nederlanders (circa 400 km van de landsgrens). Waarom helemaal naar de Alpen reizen, als je om de hoek hetzelfde hebt? De Harz komt steeds meer in trek door zijn uitzonderlijke wandel-, fiets-, mountainbike en zelfs ski-mogelijkheden. Veel Duitsers die vroeger met hun ouders Zorge bezocht hebben, komen nu uit nostalgische redenen terug om hier met hun eigen kinderen vakantie te vieren. Daarnaast is veel vastgoed in de Harz (en ook in Zorge) vanwege de relatief lage prijzen gekocht door Nederlanders en Berlijners, die de oude panden opknappen en als eigen vakantiehuis gebruiken of voor toeristische doeleinden verhuren. Hierdoor is een duidelijke opleving van het toerisme in Zorge waarneembaar en is er bijna geen sprake meer van leegstand. Het inwoneraantal van Zorge is daardoor in de afgelopen 7 jaar zelfs met ongeveer 100 personen (10%) gestegen.
Bad Grund (Harz) · 
Bad Lauterberg im Harz · 
Bad Sachsa · 
Elbingerode · 
Hattorf am Harz · 
Herzberg am Harz · 
Hörden am Harz · 
Osterode am Harz · 
Walkenried · 
Wieda · 
Wulften am Harz · 
Zorge